# Ka-60 (航空機)

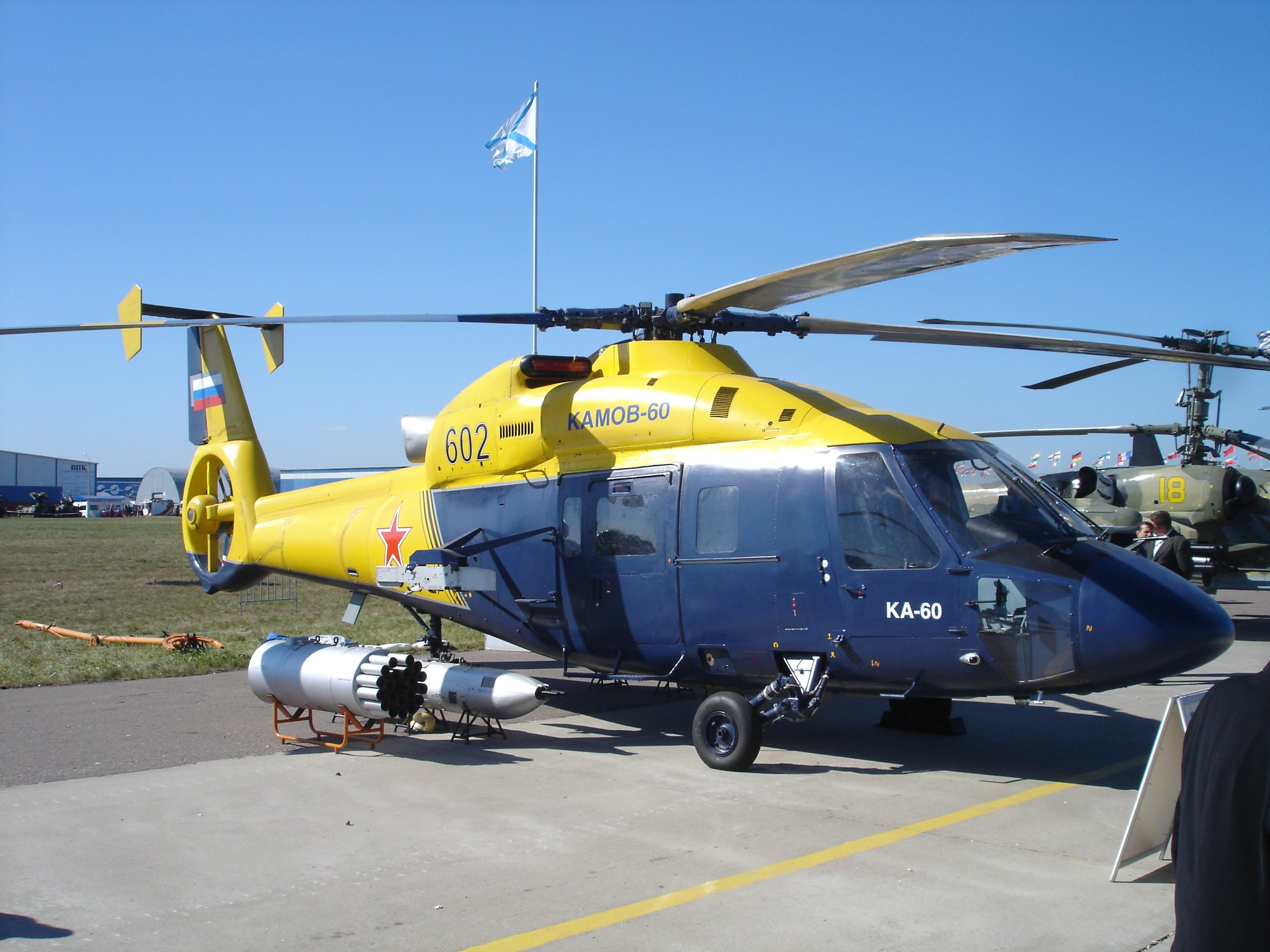
Ka-60 カサートカ

Ka-60 カサートカ（露：Ка-60 Касатка カー・シヂスャート・カサートカ）は、ロシアの航空機製造会社カモフで開発された多目的ヘリコプター。愛称はロシア語で「シャチ」のこと。

## 概要
Ka-60は、Mi-8シリーズの後継機として開発された。開発は、ソ連時代の1984年にカモフ設計局で始められ、1997年に原型機であるKa-60-1が完成、1998年に初飛行を行った。
カモフは、従来同軸反転式ローターを採用したヘリコプターの設計を得意としてきたが、Ka-60では直径13.5mの通常型5枚ローターを採用した。そのため、Ka-60にはテールローターが必要となったが、カモフではダクテッド・ファンテールローター方式を採った。
Ka-60は、ロシア陸軍の新しい主力多目的ヘリコプターとしてウラン・ウデの工場での生産体制が整えられており、カモフは、ロシア連邦軍の中で以前に増して重要な位置を占めていくであろうとみなされている。また、Ka-60はロシア国内の耐空証明であるAP-29の他にアメリカ合衆国のFAR-29も取得しており、従来のソ連・ロシア製のヘリコプターより幅広い海外市場への展開が期待されている。

## バリエーション
Ka-60
多目的型。
Ka-60U
訓練型。
Ka-60K
海軍向け。
Ka-60R
偵察型。
Ka-62
民間型。1998年に初飛行を行った。アビオニクスを改善し、キャビンの窓を大型化した。トランスミッションは変更され、メインローターは5枚となった。エンジンは、提案当時にRD-600 エンジンの開発に問題が生じていたため、2011年にArdiden 3Gに変更している。2016年より生産開始予定である。
Ka-64 スカイホース
輸出型。エンジンをT700 CT7-2D1に変更し、メインローターを5枚に変更している。

## 運用国
ロシア
- 空軍：100機を発注

 ブラジル
- アトラスタクシーエアロ：7機を発注

 コロンビア
- バーティカル・デ・アヴィエーション：5機を発注

## 性能・主要諸元
- 初飛行：1998年
- 主回転翼直径：13.50m
- テールローター直径：1.40m
- 全長：13.47m
- 全高：4.00m
- 全幅：1.90m
- 空虚重量：3,500kg
- 最大離陸重量：6,500kg
- エンジン：サトゥールン製RD-600 ターボシャフト×2
- 出力：975kW（1,282shp）×2
- 超過禁止速度：300km/h
- 巡航速度：265km/h
- 実用航続距離：700km
- 戦闘行動半径：300-500km
- 実用上昇限度：5,150m
- 戦闘時上昇限度：2,100m
- 乗員：1-2名
- 積載量：降下要員14名、または2,000kgまでの機内積載物、または2,500kgまでの機外搭載物

## 登場作品

### アニメ
『ポケットモンスター ダイヤモンド&パール』
ギンガ団のヘリとして登場。

### ゲーム
『バトルフィールドシリーズ』
『BF3』
ロシア軍の輸送ヘリとして登場する。ドアガンとしてM134 ミニガンを搭載している。
『BF4』
マルチプレイでプレイヤーが操縦できるヘリの1機として登場。分類は輸送ヘリ。パイロットは基本的に兵器などは使用できないため、側面のドアガンや兵士に攻撃を任せる。そのため、攻撃より兵士の降下・偵察に適している。
『BFH』
『メタルギアソリッド2』
Ka-60が物語全体で「カサッカ」「カモフ」の愛称で登場。タンカー編ではロシア私兵部隊がタンカーに乗り込むシーンで登場し、兵士達をファストロープで降下させる。プラント編ではスネークとオタコンが敵部隊から強奪し、戦闘に使用する。後半ではオタコンが人質の救出にも使用する。